# Chilo yichunensis
Chilo yichunensis là một loài bướm đêm trong họ Crambidae.